# Tatort: Bluthochzeit
Bluthochzeit ist eine Folge der deutschen Fernsehkrimireihe Tatort. Drehbuchautor war Stefan Dähnert, der Regisseur Patrick Winczewski. Der Film des SWR mit Eva Mattes als Konstanzer Ermittlerin Klara Blum wurde beim Filmfest Hamburg 2009 uraufgeführt und am 19. September 2010 erstmals im Ersten ausgestrahlt.

## Handlung
Hauptkommissarin Klara Blum und ihr Assistent Perlmann geraten in eine Verkehrskontrolle und werden Zeugen, wie ein Motorradfahrer mit Beifahrer die Sperre durchbricht. Er flieht, verschanzt sich in einem Gewerbegebiet und liefert sich eine Schießerei mit der Polizei. Der vermummte Schütze versucht, von seinem Begleiter Informationen über den Verbleib eines Geldbetrages zu erhalten und lässt sich ein Foto geben, das den anderen mit einer jungen Frau zeigt. Als Klara Blum mit vorgehaltener Waffe zu den beiden in die Halle kommt, benutzt der Helmträger seinen Begleiter als Schutzschild, erschießt ihn und flieht. Klara Blum ist niedergeschmettert, da sie den Mord vor ihren Augen nicht hat verhindern können.
Der Getötete, Wolfram Seebeck, war ein Häftling aus der JVA Singen und nur 14 Tage vor seinem Entlassungstermin ausgebrochen. Er hatte jahrelang wegen der Entführung der Hotelierstochter Beate Gellert eingesessen.
Beate feiert an diesem Tag in Isny ihre Hochzeit mit dem wohlhabenden Anwalt Hanno Brünner. Klara Blum fährt von Singen nach Isny, um die Braut zu befragen. Brünner hatte die weit jüngere Frau seinem eigenen Sohn Antonio ausgespannt und liegt mit ihm darüber im Streit. Auch Beate ist unglücklicher als sie sich öffentlich zeigt. Blums Frage nach der alten Entführung weicht sie aus.
Nahe der Hochzeitsfeier wird ein Verletzter gefunden, dessen Beschreibung auf den flüchtigen Mörder passt. Doch Klara Blum findet heraus, dass der sich im schwarzen Anzug seines neuesten Opfers zur Hochzeit begeben haben muss und seine Motorradkleidung zurückgelassen hatte. Als sie zur Feier zurückkehrt, erfährt sie, dass soeben die traditionelle Brautentführung stattfand. Beunruhigt nimmt sie mit Hanno Brünner in dessen Cabrio die Verfolgung Beates auf. Diese feiert ahnungslos und ausgelassen mit ihren zwölf Entführern, von denen sie außer Antonio keinen kennt. Sie versucht, allein in einem Geländewagen zu fliehen, doch vier der Männer, alle in schwarzen Anzügen, haben sich darin versteckt: Antonio, der Beate immer noch liebt, der ständig fotografierende Markus, der Cateringmitarbeiter Eddie und Üppe. An einem Sessellift lassen sie den Wagen stehen und fliehen auf Antonios Initiative weiter in die Allgäuer Berge. Als sie oben angekommen sind, fällt der Lift mysteriöserweise mit einem Kurzschluss aus. Hanno Brünner kann Beate noch telefonisch vor dem Mörder warnen, der unter ihren Begleitern sein muss, dann zerstört Antonio ihr Handy. Beates Misstrauen gegenüber den Brautentführern wächst. Eddie geht nicht auf ihre vagen Andeutungen ein, er wolle Geld von ihr.
Brünner und Blum finden den Geländewagen am Lift und nutzen ihn für die weitere Verfolgung im Gebirge, bleiben dabei aber im Matsch stecken. Das Organisieren der benötigten Polizeiverstärkung erweist sich als schwierig. Von Brünner, der als Anwalt im früheren Entführungsfall die Nebenklage vertrat, erfährt die Kommissarin, dass das vom Hotelier Gellert damals für seine Tochter gezahlte Lösegeld weit höher war als bekannt. Sie vermutet, dass außer Seebeck ein zweiter Mann oder Beate selbst beteiligt waren.
Die Entführergruppe kommt zur entlegenen Berghütte, in der Beate vor 4 1⁄2 Jahren angeblich von Seebeck gefangen gehalten wurde. Bei Gesellschaftsspielen bekennt Üppe, dass er sich regelmäßig in fremde Familienfeiern einschleicht, um Anschluss zu haben. Inzwischen ist es dunkel geworden. Nachdem Üppe mit dem alten Foto gesehen wird, das Beate mit Seebeck in vertrauter Pose vor der gleichen Hütte zeigt, findet diese ihn dort ermordet vor. Die anderen fesseln daraufhin Eddie, bei dem sie eine Pistole finden. Als Markus Beate wegen ihrer Verwicklung in die alte Entführung zur Rede stellen will, schießt Antonio auf ihn. Anschließend gesteht Antonio Beate, dass Seebeck ihn in einem aus der Haft geschriebenen Brief eingeweiht hat, und setzt sie mit ihrer Mittäterschaft unter Druck.
Inzwischen haben auch Blum und Brünner die Hütte erreicht. Dort finden sie den verletzten Markus, den Brünner als Journalisten einer Zeitung identifiziert, gegen die sein Büro klagt. Zwischen Brünner und seinem Sohn kommt es zum offenen Streit um Beate. Eddie, tatsächlich ein ehemaliger Beamter der JVA, in der Seebeck einsaß, kann sich aus den Fesseln befreien und bringt Beate unter Gewalt im Geländewagen zum Ort der Hochzeitsfeier. Er möchte an das Geld kommen, das sie aus der früheren Entführung erhalten hatte. Sie gibt an, es längst heimlich an ihren Vater zurück überwiesen zu haben. Klara Blum gelingt es, zu Fuß und mit Hilfe eines zufällig mitten im menschenleeren Wald vorbeikommenden Unimogs, den beiden rasch zu folgen. Sie stellt Eddie, der Beate mit einem Messer bedroht, und erschießt ihn, während sie die frühere Situation vor Augen hat, in der sie seinen Mord an Seebeck nicht verhindern konnte.
In diesem Moment treffen auch in großer Zahl die weiteren Polizeikräfte mit Perlmann in Isny ein, der tagsüber die Ermittlungen vom Konstanzer Büro aus unterstützt und erst kurz zuvor sein Aufbrechen angekündigt hatte. Er nimmt Beate wegen des Verdachts auf räuberische Erpressung und eidliche Falschaussage fest, nachdem Hanno Brünner seine Liebe zu ihr bekräftigt hat. Klara Blum verlässt einsam den Ort des Geschehens.

## Hintergrund

### Produktion

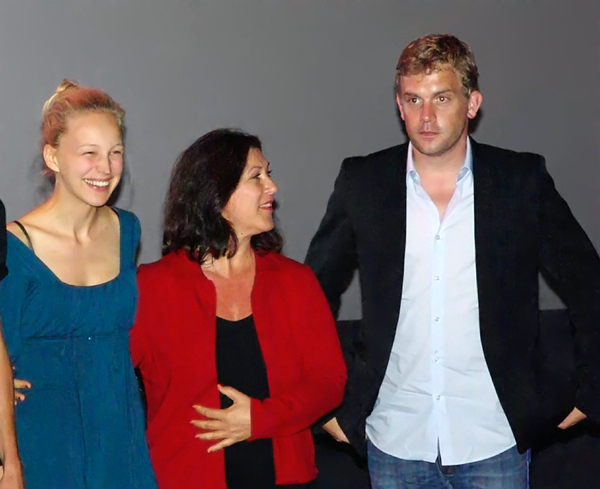
Petra Schmidt-Schaller, Eva Mattes und Sebastian Bezzel nach der Premiere beim Filmfest Hamburg 2009

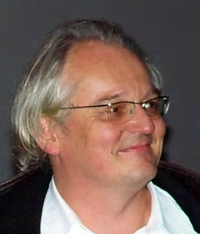
Drehbuchautor Stefan Dähnert nach der Premiere

Der Tatort Bluthochzeit wurde vom SWR in Zusammenarbeit mit Maran Film produziert. Verantwortliche Redakteure des SWR waren Ulrich Herrmann und Manfred Hattendorf.
Es waren 23 Drehtage zwischen dem 9. September und 13. Oktober 2008 vorgesehen. Der Arbeitstitel lautete Der schönste Tag im Leben. Gedreht wurde am Bodensee, im Allgäu und in Baden-Baden und Umgebung. Die Schießerei zu Beginn des Films wurde auf dem Gelände der BWR Waggonreparatur in Rastatt gefilmt, die Hochzeitsfeier mit 70 Komparsen am Gut Neuhaus bei Isny-Neutrauchburg. Zu den Motiven im Schwarzwald bei Baden-Baden gehörten der Geroldsauer Wasserfall mit dem nahen Gasthaus Bütthof und die Kreisstraße 3753 zwischen Geroldsau und Bühlertal, auf der die meisten Straßenszenen während der Brautentführung spielen. In den Allgäuer Alpen wurde an der Sesselbahn Gunzesried, am Freibergsee bei Oberstdorf und auf einer Alphütte bei Oberstaufen gedreht.

### Veröffentlichung
Die ursprünglich für den 13. September 2009 vorgesehene Erstausstrahlung wurde wegen einer Sendung zur Bundestagswahl 2009 zunächst auf November 2009 und dann auf den 19. September 2010 verschoben. An diesem Tag war sie mit 8,26 Millionen Zuschauern und einem Marktanteil von 23,5 Prozent in Deutschland die meistgesehene Sendung.
Die Verschiebung des Sendetermins ermöglichte eine Premiere im Rahmen des Fernsehfilm-Wettbewerbs beim Filmfest Hamburg am 27. September 2009. Danach lief der Film am 31. Oktober und 1. November 2009 auch im Wettbewerb für Fernsehfilme der Biberacher Filmfestspiele.

### Hörfilm
Die durch den SWR produzierte Audiodeskription des Films wurde 2010 für den deutschen Hörfilmpreis nominiert. Die Bildbeschreibungen werden von Nina West gesprochen.

## Rezeption
Die Einschätzungen der Kritik reichten von „brillant inszeniert und hochspannend“ bis Patrick Winczewskis „bisher schlechteste[r] Krimi“.
Bemängelt wurden ein „ziemlich unglaubwürdiges Szenario mit noch unglaubwürdigeren Figuren“, „Logiklöcher“, eine unnötig überfrachtete Rahmenhandlung und der Versuch, „Tiefgang über weltenkluge Sprüche“ zu erzeugen, die „man so sagt, wenn es nicht das Leben, sondern das Fernsehen ist“.
Die FAZ lobt, dass der Tatort „einmal nicht zum Illustrationsforum für gesellschaftliche Probleme dienen muss“. Das reine Spannungsspiel gehe, trotz einiger wenig wahrscheinlicher Handlungselemente, so gut auf, „dass man fast bis zum Ende grusellustvoll miträtselt, wer der schönen Beate übel, gar ans Leben will und warum.“
In der Zuschauerrangliste der Website Tatort-Fundus rangierte Bluthochzeit im Juli 2020 unter den fast 1150 Tatort-Folgen im Bereich um den 610. Platz.